# 티베트 혁명당
티베트 혁명당(티베트어: ནུབ་བོད་ལེགས་བཅོས་སྐྱིད་སྡུག nub-bod-legs-bcos-skyid-sdug, 중국어: 西藏革命黨/ㄒㄧㄗㄤㄍㄜㄇㄧㄥㄉㄤ/시짱거밍당)은 티베트의 국민주의, 공화주의, 반봉건주의 정당이었다. 중국국민당의 하위조직이었으며, 캄파 지역이 지지기반이었다.
1939년 인도 제국 칼림퐁에서 캄파의 부유한 모상인 가문인 판다창가의 판다창 랍가가 창당했다. 그 외에 주요 당원으로는 달라이 라마 13세 시절 권력자였던 툽텐 쿤펠라, 개화승 겐뒨 최펠 등이 있었다.
티베트 혁명당은 당시 티베트 왕국 정부(간덴 포드랑)가 구시대적이고 봉건적이라고 생각했다. 그리고 신기술과 신교육을 도입하고 상비군을 감당할 수 있는 기반시설을 건설하기 위해서는 근대적이고 세속적인 정부가 수립되어야 한다고 여겼다. 랍가는 중국 혁명가 쑨원, 특히 그의 삼민주의의 영향을 크게 받았다. 그는 티베트를 변혁하기 위해서는 청나라를 전복시켰던 것과 같은 변화가 있어야 한다고 생각했다. 그래서 중국국민당의 이론과 개념을 빌어오는 한편 하부조직으로 가맹하여 국민당의 지원금을 활동자금으로 삼았다.
혁명당의 최종 목적은 티베트를 중화민국의 자치국으로 만드는 것이었다. 랍가는 혁명당의 목적이 "현재의 폭압정부로부터 티베트를 해방시키는" 혁명이라고 명시했다.